# Pierre de Coubertin
Pierre Fredy de Coubertin, barón de Coubertin (París, Francia, 1 de enero de 1863 - Ginebra, Suiza, 2 de septiembre de 1937), fue un pedagogo e historiador francés, fundador de los Juegos Olímpicos modernos y del Pentatlón moderno.
Nacido en el seno de una familia de la aristocracia francesa, se convirtió en académico y estudió una amplia gama de temas, entre los que destacan la educación y la historia. Se licenció en Derecho y Asuntos Públicos en el Instituto de Estudios Políticos de París (Sciences Po). Fue en Sciences Po donde se le ocurrió la idea de revivir los Juegos Olímpicos.
La medalla Pierre de Coubertin (también conocida como medalla Coubertin o medalla del Verdadero Espíritu de la Deportividad) es un premio otorgado por el Comité Olímpico Internacional a atletas que demuestran el espíritu de deportividad en los Juegos Olímpicos.

## Biografía

### Primeros años

Armas de la Casa de Coubertin

Coubertin comienza a divulgar sus métodos por toda Francia mediante la creación de sociedades atléticas en los institutos que se asocian en la Union des Sociétés Françaises de Sports Athlétiques. Funda la primera revista dedicada al deporte: la Revue Athlétique, logrando que el gobierno francés acceda a incluirla en sus programas de la Exposición Universal de 1889.
El ministro de educación lo envió a los Estados Unidos para que continúe su investigación sobre los métodos de enseñanza. El deporte comenzó a ser tomado en serio. De ser practicado por minorías o en el colegio, pasa a estar de moda y despertar entusiasmo.
Pierre de Frédy nació en París el 1 de enero de 1863, en el seno de una familia aristocrática. Era el cuarto hijo del barón Charles Louis de Frédy, barón de Coubertin y de Marie-Marcelle Gigault de Crisenoy. La tradición familiar sostenía que el apellido Frédy había llegado por primera vez a Francia a principios del siglo XV, y el primer título nobiliario del que se tiene constancia concedido a la familia fue otorgado por Luis XI a un antepasado, también llamado Pierre de Frédy, en 1477, pero otras ramas de su árbol genealógico se adentraron aún más en la historia de Francia, y los anales de ambos lados de su familia incluían nobles de diversos cargos, líderes militares y asociados de reyes y príncipes de Francia. 
.

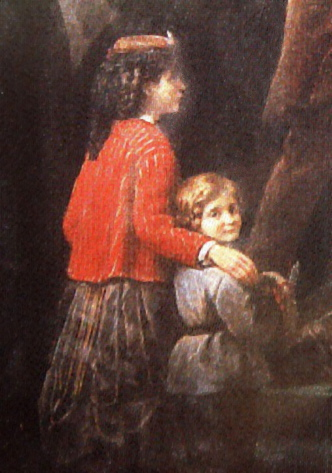
Pierre de Coubertin de niño (derecha), con una de sus hermanas, pintado por su padre Charles Louis de Frédy, Barón de Coubertin (detalle de Le Départ, 1869).

Su padre, el barón Carlos Luis de Coubertin, quería que fuera militar, pero su temperamento sensible chocó con la dura disciplina de la Escuela Especial Militar de Saint-Cyr. Decidió dedicarse a la pedagogía, donde se sintió realizado por sus ideales. Se mudó a Inglaterra para perfeccionar sus estudios, donde conoce la «singular» doctrina del cristianismo muscular: la búsqueda de la perfección espiritual por medio del deporte y la higiene. Uno de los más destacados seguidores de esta ideología.
Su padre, Carlos, era un acérrimo monárquico y un artista consumado cuyos cuadros se exponían y premiaban en el Salón parisino, al menos en los años en que no se ausentaba en protesta por la subida al poder de Luis Napoleón. Sus cuadros solían centrarse en temas relacionados con la Iglesia católica, el clasicismo y la nobleza, que reflejaban aquellas cosas que él consideraba más importantes. En una obra autobiográfica posterior llamada Le Roman d'un rallié, Coubertin describe su relación con su madre y su padre como algo tensa durante su infancia y adolescencia. En sus memorias se describe como un momento crucial su decepción al conocer a  Enrique, Conde de Chambord, a quien el mayor de los Coubertin creía el rey legítimo.
Coubertin creció en una época de profundos cambios en Francia: la derrota en la Guerra Franco-Prusiana, la Comuna de París y el establecimiento de la Tercera República, pero aunque estos acontecimientos fueron el escenario de su infancia, sus experiencias escolares fueron igual de formativas. En octubre de 1874, sus padres lo inscribieron en un nuevo colegio jesuita llamado Externat de la rue de Vienne, que aún estaba en construcción durante sus primeros cinco años allí. Mientras que muchos de los alumnos del colegio eran externos, Coubertin se alojaba en él bajo la supervisión de un sacerdote jesuita, con la esperanza de que sus padres le inculcaran una sólida educación moral y religiosa. Allí estuvo entre los tres mejores alumnos de su clase y fue oficial de la academia de élite del colegio, formada por los mejores y más brillantes. Esto sugiere que, a pesar de su rebeldía en casa, Coubertin se adaptó bien a los estrictos rigores de una educación jesuita.
Como aristócrata, Coubertin podía elegir entre varias carreras, como la de militar o político, pero optó por una carrera intelectual, estudiando y escribiendo sobre una amplia gama de temas, como la educación, la historia, la literatura y la sociología.

## Filosofía de la educación
El tema que parece haberle interesado más profundamente fue la educación, y su estudio se centró en particular en la educación física y el papel del deporte en la escolarización. En 1883, a la edad de veinte años, visitó Inglaterra por primera vez y estudió el programa de educación física instituido por Thomas Arnold en la Rugby School. Coubertin atribuyó a estos métodos la expansión del poderío británico durante el siglo XIX y abogó por su uso en las instituciones francesas. La inclusión de la educación física en el plan de estudios de las escuelas francesas se convertiría en una búsqueda constante y una pasión de Coubertin.
Se cree que Coubertin exageró la importancia del deporte ante Thomas Arnold, a quien consideraba "uno de los fundadores de la caballería atlética". Es más probable que la influencia del deporte en la formación del carácter, que tanto impresionaba a Coubertin, tuviera su origen en la novela Tom Brown's School Days (publicada en 1857) y no exclusivamente en las ideas del propio Arnold. No obstante, Coubertin era un entusiasta que necesitaba una causa y la encontró en Inglaterra y en Thomas Arnold. "Thomas Arnold, el líder y modelo clásico de los educadores ingleses", escribió Coubertin, "dio la fórmula precisa del papel del atletismo en la educación. La causa se ganó rápidamente. Los campos de juego surgieron por toda Inglaterra". Visitó otras escuelas inglesas para véase por sí mismo. Describió los resultados en un libro, L'Education en Angleterre, que se publicó en París en 1888. El héroe de su libro es Thomas Arnold, y en su segunda visita en 1886, Coubertin reflexionó sobre la influencia de Arnold en la capilla de la Rugby School.
Lo que Coubertin vio en los campos de juego de las escuelas inglesas que visitó fue cómo "el deporte organizado puede crear fuerza moral y social". Los juegos organizados no sólo ayudaban a equilibrar la mente y el cuerpo, sino que también evitaban que se perdiera el tiempo de otras formas. Desarrollado por primera vez por los antiguos griegos, era un enfoque de la educación que, en su opinión, el resto del mundo había olvidado y a cuyo resurgimiento iba a dedicar el resto de su vida.
Como historiador y pensador de la educación, Coubertin idealizaba la antigua Grecia. Así, cuando empezó a desarrollar su teoría de la educación física, se fijó naturalmente en el ejemplo de la Ateniense idea del gymnasium, un centro de entrenamiento que fomentaba simultáneamente el desarrollo físico e intelectual. Veía en estos gimnasios lo que él llamaba una triple unidad entre viejos y jóvenes, entre disciplinas y entre distintos tipos de personas, es decir, entre aquellos cuyo trabajo era teórico y aquellos cuyo trabajo era práctico. Coubertin abogaba para que estos conceptos, esta triple unidad, se incorporaran a las escuelas.
Aunque Coubertin era sin duda un romántico, y aunque su visión idealizada de la antigua Grecia le llevaría más tarde a la idea de revivir los Juegos Olímpicos, su defensa de la educación física también se basaba en preocupaciones prácticas. Creía que los hombres que recibían educación física estarían mejor preparados para luchar en las guerras, y más capacitados para ganar conflictos como la Guerra Franco-Prusiana, en la que Francia había sido humillada. También veía el deporte como algo democrático, en el sentido de que la competición deportiva traspasaba las líneas de clase, aunque lo hacía sin provocar una mezcla de clases, algo que él no apoyaba.
Por desgracia para Coubertin, sus esfuerzos por incorporar más educación física en las escuelas francesas fracasaron. El fracaso de este empeño, sin embargo, fue seguido de cerca por el desarrollo de una nueva idea, el renacimiento de los antiguos Juegos Olímpicos, la creación de un festival de atletismo internacional.
Fue el árbitro de la primera final del campeonato francés de rugby union de la historia, el 20 de marzo de 1892, entre el Racing Club de France y el Stade Français.

## Fundador del Movimiento Olímpico
Pierre comienza a soñar con unir en una extraordinaria competición a los deportistas de todo el mundo, bajo el signo de la unión y la hermandad, sin ánimo de lucro y solo por el deseo de conseguir la gloria, competir por competir, como dice la frase de Ethelbert Talbot «Lo importante no es vencer, sino participar», frase mal atribuida a Pierre de Coubertin. La idea de Coubertin parecía insensata y chocó con mucha incomprensión.
Intentando convencer a todos, viajó por todo el mundo hablando de paz, comprensión entre los hombres y de unión, mezclándolo todo con la palabra Deporte. Al fin, en la última sesión del Congreso Internacional de Educación Física que se celebró en la Sorbona de París, el 26 de junio de 1894, se decide instituir los Juegos Olímpicos.
En Inglaterra, esta idea no es bien recibida y la opinión pública decide quedar al margen. Alemania reaccionó intentando boicotear los juegos. Grecia se opone, y su jefe de Gobierno, Tricoupis, quiso impedir su realización, pues aquel lío salía muy caro a su país.
Coubertin consiguió que el príncipe heredero de Grecia, el duque de Esparta, intercediera ante el káiser Guillermo, emperador de Alemania cuñado suyo, convenciendo a los ingleses y a su propio Gobierno. El príncipe consigue que se emita una serie de sellos conmemorativos para conseguir el dinero para los juegos. Además crea una suscripción pública con tan buenos resultados que consigue que Jorge Averof, un griego millonario quien emigró a Alejandría siendo muy joven, corra con los gastos de la reconstrucción del estadio de Atenas.
El 24 de marzo de 1896, día de Pascua de Resurrección, el duque de Esparta, tras un discurso, descubre la estatua del mecenas Jorge Averof. El rey Jorge de Grecia pronuncia por primera vez las palabras rituales: «Declaro abierto los Primeros Juegos Olímpicos Internacionales de Atenas». Este modesto principio sería el origen del movimiento olímpico moderno.

### Presidente del Comité Olímpico Internacional
Coubertin asumió de  la presidencia del COI cuando Demetrius Vikelas renunció después de los Juegos Olímpicos en Atenas. A pesar del éxito inicial, el Movimiento Olímpico enfrentó tiempos difíciles, ya que los Juegos de 1900 y 1904 fueron absorbidos por las Ferias Mundiales en las mismas ciudades y recibieron poca atención.
Los Juegos Intercalados de 1906 revivieron el impulso y los Juegos Olímpicos se han convertido en la competición deportiva más importante del mundo. Coubertin creó el pentatlón moderno para los Juegos Olímpicos de 1912, y posteriormente renunció a su presidencia del COI después de los Juegos Olímpicos de 1924 en París. Fue sucedido como presidente, en 1925, por el belga Henri de Baillet-Latour.
Un aspecto de su mandato que ha causado controversia es que estaba en contra de la participación femenina en eventos deportivos. Coubertin argumentaba que la participación femenina en deportes era antiestética, poco práctica, poco interesante e incorrecta. Además, Coubertin dijo una vez que "Las mujeres sólo tienen una labor en el deporte: coronar a los campeones con guirnaldas".

### Escultismo
En 1911, Pierre de Coubertin fundó la organización de escultismo Éclaireurs Français (EF), que más tarde se fusionó para formar Éclaireuses et Éclaireurs de France.

### Vida personal
En 1895, Coubertin se casó con Marie Rothan (1861-1963), hija de amigos de la familia. Su hijo Jacques (1896-1952) se enfermó después de haber estado demasiado tiempo al sol cuando era un niño pequeño. Su hija Renée (1902-1968) sufrió trastornos emocionales y nunca se casó. Marie y Pierre intentaron consolarse con dos sobrinos, pero fueron asesinados en el frente en la Primera Guerra Mundial. Coubertin murió de un ataque al corazón en Ginebra, Suiza, el 2 de septiembre de 1937 y fue enterrado en el cementerio de Bois-de-Vaux en Lausana.

## Legado
El lema olímpico Citius altius fortius (más rápido, más alto, más fuerte) fue propuesto por Coubertin en 1894, y se empleó por primera vez en los Juegos Olímpicos de Atenas 1896  y ha sido oficial desde 1924. El lema fue acuñado por Henri Didon, un amigo de Coubertin, para una reunión de jóvenes.
La medalla Pierre de Coubertin es un premio otorgado por el Comité Olímpico Internacional a aquellos atletas que demuestren el espíritu deportivo en los Juegos Olímpicos. Esta medalla es considerada por muchos atletas y espectadores como el premio más alto que puede recibir un atleta olímpico, incluso mayor que una medalla de oro. El Comité Olímpico Internacional lo considera su mayor honor.
Un planetoide (un planeta menor) fue descubierto en 1976 por el astrónomo soviético Nikolái Chernyj y recibe en su honor el nombre de "2190 Coubertin".
La calle donde se encuentra el Estadio Olímpico de Montreal (que acogió los Juegos Olímpicos de 1976) recibió el nombre de Pierre de Coubertin, lo que le dio al estadio la dirección 4549 Pierre de Coubertin Avenue. Es el único Estadio Olímpico del mundo que se encuentra en una calle que lleva el nombre de Coubertin. También hay 2 escuelas en Montreal que llevan el nombre de Pierre de Coubertin.